# لبرون جیمز
لبرون رِیمون جیمز سینیور (انگلیسی: LeBron Raymone James Sr.، تلفظ: ‎/ləˈbrɒn/‎؛ زادهٔ ۳۰ دسامبر ۱۹۸۴) یک بازیکن حرفه‌ای بسکتبال اهل آمریکا است که برای تیم لس آنجلس لیکرز در اتحادیهٔ ملی بسکتبال (NBA) بازی می‌کند. او با نام مستعار کینگ جیمز (به انگلیسی: King James)، به عقیده بسیاری به عنوان یکی از بزرگ‌ترین بازیکنان بسکتبال در تمام دوران ان‌بی‌ای شناخته می‌شود و همواره در بحث‌هایی در این مورد، او را با مایکل جردن مقایسه می‌کنند. جیمز امتیازآورترین بازیکن در تاریخ ان‌بی‌ای است، و رتبه چهارم را در ثبت بیشترین پاس‌گل دارد. او در هشت فصل متوالی بین سال‌های ۲۰۱۱ تا ۲۰۱۸ در دیدارهای پایانی حضور داشته و در مجموع در ده سری فینال‌های ان‌بی‌ای به میدان رفته است. وی برندهٔ چهار قهرمانی ان‌بی‌ای، چهار جایزهٔ باارزش‌ترین بازیکن ان‌بی‌ای (MVP)، چهار جایزهٔ باارزش‌ترین بازیکن فینال‌های ان‌بی‌ای و سه مدال طلای المپیک بوده است. جیمز نوزده بار به عنوان یکی از بازیکنان تیم آل-ان‌بی‌ای برگزیده شده، پنج بار در تیم نخست دفاعی ان‌بی‌ای قرار گرفته، سه بار به عنوان باارزش‌ترین بازیکن آل-استار انتخاب شده، و در نوزده بازی آل-استار بازی کرده است. او در سال ۲۰۲۲ به اولین و تنها بازیکن تاریخ ان‌بی‌ای تبدیل شد که آمار بیش از ده‌هزار امتیاز، ریباند و پاس‌گل را به ثبت رسانده است.
جیمز در دبیرستان سنت. وینسنت–سنت. مری در زادگاهش اکرون، اوهایو بسکتبال بازی می‌کرد و در آن‌جا بود که رسانه‌های کشور از او به عنوان سوپراستار آیندهٔ ان‌بی‌ای یاد کردند. او به عنوان یک بازیکن آماده برای حرفه‌ای شدن، به عنوان نخستین انتخاب درفت در سال ۲۰۰۳ به کلیولند کاوالیرز پیوست. او در فصل ۰۴–۲۰۰۳ به عنوان بهترین بازیکن تازه‌کار ان‌بی‌ای انتخاب شد. جیمز خیلی سریع خود را به عنوان یکی از بازیکنان برتر لیگ معرفی کرد و در سال‌های ۲۰۰۹ و ۲۰۱۰ جایزهٔ باارزش‌ترین بازیکن ان‌بی‌ای را به دست آورد. او کلیولند را به اولین حضورشان در فینال ان‌بی‌ای در سال ۲۰۰۷ رسانده‌بود، اما پس از عدم موفقیت در کسب عنوان قهرمانی با آن‌ها، او در سال ۲۰۱۰ به عنوان یک بازیکن آزاد با میامی هیت قرارداد امضا کرد. جیمز تصمیمش را برای پیوستن به تیم میامی در یک ویژه برنامه زنده تلویزیونی اعلام کرد که این رفتارش بسیار بحث‌برانگیز شد.
جیمز در حالی که در ۲۰۱۲ و ۲۰۱۳ برای میامی بازی می‌کرد، دو قهرمانی نخستش را در ان‌بی‌ای به دست آورد؛ همچنین او در هر دو فصل، عنوان باارزش‌ترین بازیکن لیگ و سری فینال را کسب کرد. جیمز پس از چهارمین فصل حضورش در تیم میامی در سال ۲۰۱۴، قرارداد خود را با این تیم برای بازگشت دوباره به کلیولند کاوالیرز فسخ کرد. در سال ۲۰۱۶، کلیولند با رهبری جیمز در سری فینال توانست برابر گلدن استیت واریرز و در حالی که ۳–۱ برابر این تیم در این رقابت عقب بود، به پیروزی برسد تا پس از ۵۲ سال تیمی از شهر کلیولند به عنوان قهرمانی یکی از لیگ‌های بزرگ و حرفه‌ای در ورزش ایالات متحده دست‌یابد. در سال ۲۰۱۸، جیمز با استفاده از اختیارات قرارداد خود، کلیولند را ترک کرد و با لیکرز قرارداد امضا کرد؛ جایی‌که در این تیم چهارمین قهرمانی خود در ان‌بی‌ای و چهارمین جایزهٔ باارزش‌ترین بازیکن فینال را کسب کرد. جیمز همچنین اولین بازیکن در تاریخ ان‌بی‌ای است که به عنوان یک بازیکن فعال، ۱ میلیارد دلار درآمد کسب کرده است.
در خارج از زمین بازی، جیمز ثروت و شهرت زیادی از قراردادهای متعددش به دست آورده است. او در کتاب‌ها، مستندها (از جمله برنده‌شدن دو جایزهٔ امی ورزشی به‌عنوان تهیه‌کننده اجرایی)، و تبلیغات تلویزیونی حضور داشته است. وی همچنین برندهٔ متعدد جایزهٔ ESPY (جوایز سالیانهٔ دستاوردهای برتر در ورزش) و میزبان برنامهٔ پخش زنده شنبه شب بوده و در فیلم هرج‌ومرج فضایی: میراث جدید (۲۰۲۱) به ایفای نقش پرداخته است. جیمز همچنین یکی از سهام‌داران باشگاه لیورپول است. از سال ۲۰۱۱ مؤسسهٔ خیریهٔ بنیاد خانوادهٔ لبرون جیمز، مدرسه ابتدایی، مجتمع مسکونی، فروشگاه خدماتی و مرکز پزشکی در اکرون، اوهایو افتتاح کرده است.

## اوایل زندگی
جیمز در ۳۰ دسامبر ۱۹۸۴ از مادری ۱۶ ساله به نام گلوریا ماری جیمز در شهر اکرون، اوهایو متولد شد.: ۲۲  پدرش، آنتونی مک کللند، فردی سابقه‌دار بود که در زندگی او نقشی نداشت. همان‌طور که جیمز بزرگ‌تر می‌شد، آن‌ها با مشکلات زیادی دست و پنجه نرم می‌کردند و به دلیل نداشتن کار ثابت مادرش مجبور بودند مدام از آپارتمانی به آپارتمان دیگر به محلات فقیرنشین‌تر نقل‌مکان کنند. گلوریا پس از اینکه متوجه شد، اگر جیمز در یک محیط بهتر زندگی کند امکان موفقیت بیشتری دارد، او را به خانواده فرانک واکر، یک مربی محلی فوتبال جوانان سپرد که جیمز را در ۹ سالگی با بسکتبال آشنا کرد.: ۲۳ 
جیمز بسکتبال را به صورت جدی از کلاس پنجم شروع کرد؛ کمی بعد در اتحادیه بسکتبالیست‌های آماتور برای تیم شهرش بازی کرد و او با همراهی دوستانش موفقیت زیادی در سطح منطقه و کشور به دست آوردند.: ۲۴  گروه دوستان او خودشان را «Fab Four» صدا می‌کردند و به یکدیگر قول دادند که با هم به دبیرستان بروند.: ۲۷  آن‌ها در اقدامی جنجالی، دبیرستان سنت. وینسنت–سنت. مری را انتخاب کردند؛ یک مدرسه خصوصی کاتولیک با دانش آموزانی عمدتاً سفیدپوست.

## دوران حرفه‌ای

### راه‌یابی به NBA
لبرون جیمز ستاره تیم بسکتبال دبیرستان شد. او خیلی زود لقب «آقای بسکتبال» را در اوهایو به دست آورد. لبرون به عنوان بهترین بازیکن بسکتبال دانشگاهی در آمریکا معرفی شد و همین موضوع، راه را برای حضور حرفه‌ای او در این رشته باز کرد. او در سال ۲۰۰۳ اولین قرارداد حرفه‌ای خود را با کلیولند کاوالیرز به امضا رساند.

### فصل ۲۰۰۴–۲۰۰۳
جیمز در سال ۲۰۰۳ توانست مستقیماً از دبیرستان وارد ان‌بی‌ای شود. بدین ترتیب او برای اولین بار در ان‌بی‌ای با لباس تیم کلیولند کاوالیرز و در مقابل تیم ساکرامنتو کینگز بازی کرد؛ در این بازی او رکورد ۲۵ امتیاز را به عنوان یک بازیکن تازه‌کار راه‌یافته از درفت ثبت کرد. جیمز در اولین سال حضور خود در ان‌بی‌ای توانست جایزهٔ بهترین بازیکن تازه‌کار سال را به دست بیاورد. علاوه بر آن وی امتیاز حضور در مسابقه دانک را نیز کسب نمود که به دلیل آسیب دیدگی در ناحیه مچ پا، در این مسابقه حضور پیدا نکرد.
او در این سال برای اولین بار کفش‌های LJ نایک را که با آرم خود وی بود پوشید و با کمپانی نایک قرارداد بست. او یکی از سه بازیکن تاریخ ان بی ای به‌شمار می‌رود که توانسته در اولین فصل حضور خود در لیگ آمار (۲۰ امتیاز و ۵ ریباند و ۵ پاس گل) را در هر بازی به‌دست‌آورد.

### فصل ۲۰۰۵–۲۰۰۴
لبرون در این فصل با بازی خوبش توانست جزو بازیکنان شروع‌کننده تیم شود و نمایندهٔ شایسته‌ای برای تیم کاوالیرز باشد اما تجربه و بازی خوب لبرون به اندازه‌ای نبود که به تیم کاوالیرز کمکی کند و کاوالیرز با ۴۲ برد و ۴۰ شکست موفق به حضور در پلی آف نشد. اما لبرون در آن سال رکورد جوان‌ترین بازیکن را شکست و به عنوان جوانترین بازیکن جز ده بازیکن برتر لیگ قرار گرفت. میانگین لبرون در هر بازی در این فصل بدین گونه بود: ۲۷٫۲ امتیاز، ۷٫۲ پاس منجر به گل، ۷٫۴ ریباند و ۲٫۲ توپ ربایی.

### فصل ۲۰۰۶–۲۰۰۵
لبرون جیمز در این سال هم توانست وارد آل استار شود و در آن بازی با ۲۹ امتیاز ۶ ریباند و ۲ پاس منجز به گل در سن ۲۱ سالگی به عنوان جوانترین بازیکن باارزش انتخاب شود. در این بازی‌ها تیم کلیولند با کمک لبرون توانست به مرحله حذفی پلی آف راه پیدا کند اما بدون کسب مقامی حذف شد. لبرون در این فصل با میانگین ۳۰ امتیاز ۷ ریباند و ۶ پاس منجر به گل و رکوردهای بسیار و عناوین زیادی چون بهترین بازیکن هفته و _ و … این فصل را به پایان برد. لبرون در آن سال یکی از بخت‌های اول MVP بود که به دلیل بازی‌های خوب استیو نش در فصل و پلی آف موفق به کسب آن نشد و فقط نامزد جایزه بهترین بازیکن شد.
لبرون در پلی آف بازی‌های بهتری از خود نشان داد به طوری که در پلی آف و در بازی با واشینگتن ویزارد توانست با ۳۲ امتیاز، ۱۱ ریباند و ۱۱ پاس منجر به گل در پی آف کند. تیم کلیولند در پلی آف در مجموع ۶ بازی از سد تیم واشینگتن ویزاردز گذشت اما نتوانست از سد محکم بن والاس و تیم دیترویت پیستونز بگذرد.

### فصل ۲۰۱۴–۲۰۱۰
جیمز در ۱ ژوئیه ۲۰۱۰ قراردادش با کاوالیرز پایان یافت و به بازیکن آزاد تبدیل شد تا اینکه سرانجام با قراردادی به ارزش ۱۱۰ میلیون دلار از تیم کلیولند به میامی هیت منتقل شد تا در کنار دوین وید و کریس باش بازی کندو بتواند قهرمانی ان بی ای را به دست آورد. او در این تیم چهار بار در فینال ان بی ای حضور پیدا کرد اما فقط دو بار موفق به کسب عنوان قهرمانی ان بی ای شد یکی در سال ۲۰۱۲–۲۰۱۱ با شکست دادن تیم اوکلاهاما و دیگری در سال ۲۰۱۳–۲۰۱۲ با شکست دادن تیم سن آنتونیو موفق به قهرمانی در ان بی ای شد.

### فصل ۲۰۱۵–۲۰۱۴
پس از ۴ سال حضور درخشان در تیم میامی هیت لبرون جیمز برای عمل به قول خود به طرفداران برای کسب اولین قهرمانی برای کلیولند کاوالیرز به این تیم بازگشت که مورد استقبال بی نظیر مردم نیز قرار گرفت. لبرون قبلاً هم این تیم را در فصل ۲۰۰۶–۲۰۰۷ به فینال ان بی ای برده بود که در ۴بازی از تیم سن آنتونیو اسپورس شکست خوردند وجام آن سال به تگزاس رفت. در این سال تیم کاوالیرز با مربیگری آقای دیوید بلات و با حضور بازیکنان سرشناسی چون لبرون جیمز، کایری ایروینگ، کوین لاو یکی از بهترین بازیکنان سنتر، شوان ماریون که سابقهٔ قهرمانی با دالاس ماوریکس را دارد؛ و جی آر اسمیت و ایمان شامپرت که تقریباً از نیم فصل به این تیم پیوستند کلیولند یکی از مدعیان قهرمانی شد. در طول فصل کلیولند کاوالیرز با ۲۹ باخت و ۵۳ برد در رده دوم کنفرانس شرق و در رده پنجم قرار گرفت و به پلی آف راه یافت. این تیم که آندرسون وارژااو را در طول فصل به دلیل مصدومیت از دست داده بود در مرحلهٔ اول بازی‌های پلی آف کوین لاو را نیز به دلیل مصدومیت از دست داد. با درخشش لبرون جیمز و بازی عالی وی کلیولند کاوالیرز آتلانتا هاوکس که در طول فصل اولین کنفرانس شده بود ۴–۰ شکست داد و برای دومین بار قهرمان کنفرانس شرق شد و به فینال ان بی ای راه یافت. این تیم پس از دست دادن دو بازیکن کلیدی خود به دلیل مصدومیت جدی شانس بدش تمامی نداشت و در بازی دوم فینال کایری اروینگ نیز به جمع مصدومان کاوالیرز پیوست. با این حال لبرون جیمز که پنجمین سال پی در پی در فینال را تجربه می‌کرد یک تنه با بازیهای زیبای خود تلاش کرد که آرزوی دیرینه خود و طرفداران را به واقعیت تبدیل کند، اما در فینال ۴–۲ به گلدن استیت شکست خوردند و به قهرمانی دست نیافتند.

#### در آل استارز
در شصت و چهارمین سال برگزاری آل استارز در ایالت نیویورک در زمین تیم‌های نیویورک کنیکس و بروکلین نتس و در ورزشگاه مدیسون اسکوئر گاردن و بارکلیز سنتر لبران جیمز بار دیگر توسط رأی مردم با ۱٫۴۷۰٫۴۸۳ رأی در رتبه اول انتخاب برای بازی در مسابقه آل استارز قرار گرفت و یازدهمین سال پیاپی حضور در آل استارز را تجربه می‌کرد او فقط ۳۲دقیقه در بازی حضور داشت و با ۳۰امتیاز و ۷پاس گل و ۵ریباند و ۲توپ ربایی بازی را تمام کرد که کنفرانس شرق ۱۵۸–۱۶۳از کنفرانس غرب شکست خورد.

### فصل ۲۰۱۶–۲۰۱۵

#### در طول فصل
در این فصل که برابر با هفتادمین سال برگزاری ان بی ای بود لبرون جیمز ۳۱ساله سیزدهمین سال حضور خود در لیگ حرفه‌ای ان بی ای را تجربه می‌کرد. در طی فصل لبرون از نقش خود در نقاط مختلف زمین انتقاد کرد و این انتقاد منجر به بیرون کردن مربی دیوید بلات شد و مربی ۳۹ساله آقای تایرون لو مربیگری فینالیست فصل قبل کلیولند کاوالیرز را بر عهده گرفت. کلیولند آندرسون وارژاوو را به گلدن استیت واریورز انتقال داد و چنینگ فرای از اورلاندو مجیک قرارداد بست و او را استخدام کرد. کلیولند کاوالیرز بعد از گلدن استیت واریورز بهترین تیم ۳امتیازی زن فصل شد و با ۵۷برد و ۲۵باخت نسبت به فصل قبل عملکرد بهتری داشت و رتبه اول کنفرانس شرق و رتبه سوم کل را کسب کرد. لبرون در ۷۶ بازی با میانگین ۳۵/۶دقیقه بازی و ۲۵/۳امتیاز و ۷/۴ریباند و ۶/۸پاس گل و ۱/۴توپ ربایی و ۰/۶بلاک فصل خوبی را پشت سر گذاشت. او در طول فصل ۵بار بهترین بازیکن هفته و ۳بار بهترین بازیکن ماه شد(۳ماه پایانی) و بار دیگر یکی از مدعیان باارزشترین بازیکن فصل شد، اما استفن کری که تیمش گلدن استیت واریورز با ۷۳برد و ۹باخت فصل بهتری را گذراندند این لقب را به دست آورد.

#### در آل استارز
در شصت و پنجمین سال برگزاری آل استارز در ایالت اونتاریو کشور کانادا در زمین تیم تورنتو رپتورز در ورزشگاه ایر کانادا سنتر لبرون جیمز بار دیگر توسط رأی مردم با ۱٫۰۸۹٫۲۰۶ رأی در رتبه اول انتخاب برای بازی در مسابقهٔ آل استارز قرار گرفت و دوازدهمین سال پیاپی حضور در آل استارز را تجربه می‌کرد او فقط ۲۰دقیقه در بازی حضور داشت و با ۱۳امتیاز و ۷پاس گل و ۴ریباند بازی را تمام کرد که کنفرانس شرق ۱۷۳–۱۹۶ کنفرانس غرب شکست خورد.

#### در پلی آف
در مرحله اول کلیولند کاوالیرز با رتبه ۸ کنفرانس شرق یعنی دیترویت پیستونز مقابله می‌کرد و در ۴ بازی پیاپی ۴–۰ دیترویت را شکست داد و در مرحله دوم با آتلانتا هاوکس که در فینال کنفرانس شرق سال قبل که ۴–۰ آن‌ها را شکست داده بودند بار دیگر در مقابل هم قرار گرفتند و آتلانتا در پی انتقام سال قبل بود ولی بار دیگر ۴–۰ به کلیولند باختند و در بازی دوم کلیولند کاوالیرز با ۲۵ پرتاب ۳امتیازی منجر به گل رکورد را زد و به فینال کنفرانس شرق رسید و در مقابل تورنتو رپتورز قرار گرفت کلیولند کاوالیرز در فینال بار دیگر با گلدن استیت مواجه شد آن‌ها دو بازی اول را واگذار کردند اما بازی سوم در اوهایو گرفتند ولی بازی چهارم را در خانه خود باختند تا نتیجه۳–۱بشود و کار برای پادشاه و یارانش سخت بشود اما لبرون و یارانش بازی بعدی در سان فرانسیسکو را بردند و بازی ششم در اوهایو را با قدرت هرچه تمام یه سود خود تمام کردند تا کار به بازی هفتم کشیده شود.
بازی هفتم که در سان فرانسیسکو و با حمایت بی نظیر هواداران گلدن استیت برگزار می‌شد مانع لبرون نشد و آن‌ها بازی را با اندکی اختلاف پیروز شدند و لبرون تیم کلیولند را برای اولین بار قهرمان کرد و رؤیای ۴۷ساله مردم زادگاهش را به واقعیت تبدیل کرد.
لبرون به قولش وفا کرد و البته ناگفته نماند که او با تریپل دبلی که در فینال انجام داد بهترین بازیکن (mvp) شد تا فصل خود را به زیبایی هرچه تمام به پایان برساند.

### فصل ۲۰۱۷–۲۰۱۶
در این فصل که برابر با هفتادو یکمین سال برگزاری ان بی ای بود لبرون جیمز ۳۲ساله چهاردهمین سال حضور خود در لیگ حرفه ان بی ای را تجربه می‌کرد. تیم کاوالیرز در پایان فصل عادی با اندکی اختلاف نسبت به تیم بوستون سلتیکس دوم شد اما جیمز و یارانش در پلی آفس توانستند تیم بوستون سلتیکس را در فینال کنفرانس شرق شکست بدهند و ضمن قهرمانی در کنفرانس شرق به فینال راه پیدا کنند. اما در فینال کاوالیرز نتوانست در برابر تیم قدرتمند گلدن استیت واریرز مقاومت کند و با نتیجه ۱–۴ درمجموع ۵ بازی در خانه حریف شکست خورد و به نایب قهرمانی اکتفا کرد.

#### در آل استارز
در شصت و ششمین سال برگزاری آل استارز در ایالت لو ئیز یانا در زمین تیم نیو اورلینز پلیکینز در ورزشگاه اسموتی کینگ سنتر لبرون جیمز بار دیگر توسط رأی مردم با ۱٫۸۹۳٫۷۵۱ رأی در رتبه اول انتخاب برای بازی در مسابقه آل استارز قرار گرفت و سیزدهمین سال پیاپی حضور در آل استارز را تجربه می‌کرد او فقط ۲۰دقیقه در بازی حضور داشت و با ۲۳امتیاز و ۳ریباند و ۱پاس گل بازی را تمام کرد که کنفرانس شرق ۱۸۲–۱۹۲ کنفرانس غرب شکست خورد.

### فصل ۲۰۱۸–۲۰۱۷

#### در آل استارز
در شصت و هفتمین مسابقه ستارگان برای اولین بار به جای بازی دو تیم منتخب شرق و غرب، بازی بین دو تیم لبرون جیمز و استفن کری که بیشترین رأی را در بین بازیکنان به دست آورده بودند، در لس آنجلس برگزار شد. در این مسابقهٔ جذاب، تیم لبرون جیمز موفق شد تیم استفن کری را با نتیجهٔ ۱۴۸ بر ۱۴۵ شکست دهد. لبرون جیمز با ثبت آمار ۲۹ امتیاز، ۱۰ ریباند و ۸ پاس گل، برای سومین بار با ارزش‌ترین بازیکن مسابقه ستارگان NBA شد.

### فصل ۲۰۱۹–۲۰۱۸
جیمز با قراردادی چهار ساله به ارزش ۱۵۴ میلیون دلار از تیم کلیولند کاوالیرز به لس‌آنجلس لیکرز پیوست. لبرون در این فصل به دلیل مصدومیت کمترین بازی خود در یک فصل را انجام داد. همچنین بعد از ۱۴ سال نتوانست در پلی اف حضور پیدا کند.

### فصل ۲۰۲۰–۲۰۱۹
در طول خارج از فصل، لیکرز فرانک فوگل را به عنوان سرمربی جدید خود استخدام کرد و اکثریت نیروی جوان خود را با بازیکن بزرگ آنتونی دیویس به پلیکانز مبادله کرد. جیمز بلافاصله با تغییر دادن سبک بازی خود، انتقال به پوینت گارد و رقابت با تلاش دفاعی پایدارتر، فهرست بسیار بهبود یافته لس آنجلس را پذیرفت. پس از رهبری جیمز، لیکرز فصل ۲۰۱۹–۲۰۲۰ را با رکورد ۱۷–۲ آغاز کرد که با بهترین شروع تاریخ مطابقت داشت. در ۲۵ ژانویه، یک روز قبل از مرگ برایانت در سقوط هلیکوپتر، جیمز از کوبی برایانت اسطوره تیم، از سومی در لیست گلزنان تمام وقت فصل عادی گذشت. در اوایل ماه مارس، قبل از اینکه فصل به دلیل همه‌گیری کووید-۱۹ تعلیق شود، جیمز لیکرز را به پیروزی بر باکس در یک مسابقه از رهبران کنفرانس هدایت کرد، و به دنبال آن یک برد قطعی در برابر کلیپرز انجام شد. بازی‌های فصل عادی در ژوئیه از سر گرفته شد و در ماه اوت در NBA Bubble به پایان رسید، جایی که جیمز فصل عادی را به عنوان رهبر لیگ در پاس گل برای اولین بار در دوران حرفه‌ای خود، با میانگین ۱۰٫۲ پاس در هر بازی به پایان رساند.
لیکرز به عنوان تیم شماره یک غرب وارد پلی آف شد و به‌طور قاطعی به فینال‌ها صعود کرد، با تنها سه باخت در طول راه. در بازی ۵ از فینال کنفرانس در برابر ناگتس، جیمز با به ثمر رساندن ۳۸ امتیاز، از جمله ۱۶ امتیاز در کوارتر چهارم، به قهرمانی تیم در کنفرانس کمک کرد. در فینال‌ها، جیمز و هم تیمی‌هایش در برابر میامی هیت، به سرعت با برتری ۲–۰ کنترل سری را در دست گرفتند. در بازی ۵، جیمز بهترین عملکرد آماری خود را در فینال‌ها با ۴۰ امتیاز، ۱۳ ریباند و ۷ پاس منجر به امتیاز در یک دوئل به یاد ماندنی با جیمی باتلر از میامی داشت، اما لس آنجلس در نهایت با اختلاف کم شکست خورد. لیکرز سرانجام هیت را در بازی ۶ حذف کرد که جیمز، میانگین ۲۹٫۸ امتیاز، ۱۱٫۸ ریباند، و ۸٫۵ پاس منجر به امتیاز را در طول این سری کسب کرد؛ همچنین چهارمین قهرمانی NBA و چهارمین جایزه MVP فینال را به دست آورد. با ۳۵ سال و ۲۸۷ روز سن، او دومین بازیکن مسن تاریخ لیگ بود که این جایزه را برد و تنها بازیکنی در تاریخ NBA بود که با سه تیم مختلف برنده این جایزه می‌شود. جیمز و هم تیمی اش دنی گرین نیز سومین و چهارمین بازیکن تاریخ NBA شدند که حداقل یک قهرمانی را با سه تیم مختلف هر کدام به دست می‌آورند.

### فصل ۲۰۲۱–۲۰۲۰
فصل ۲۱–۲۰۲۰، بازی‌ها به ۷۲ بازی برای هر تیم کاهش یافت و از ۲۲ دسامبر ۲۰۲۰، به دلیل همه‌گیری COVID-19، پس از کوتاه‌ترین خارج از فصل در تاریخ NBA، فصل برای لیکرز با شکست ۱۱۶–۱۰۹ به کلیپرز آغاز شد. در ۳۱ دسامبر ۲۰۲۰، جیمز اولین بازیکن تاریخ NBA شد که در ۱۰۰۰ بازی متوالی ۱۰ امتیاز یا بیشتر، در برد ۱۲۱–۱۰۷ مقابل اسپرز به دست آورد. در باخت ۱۰۹–۹۸ مقابل نتز در ۱۸ فوریه، جیمز سومین بازیکن تاریخ NBA با ۳۵۰۰۰ امتیاز حرفه ای شد و به کریم عبدالجبار و کارل مالون پیوست، با ۳۶ سال و ۵۰ روز سن، جوانترین بازیکنی که به این جایگاه رسیده است. در ۲۰ مارس، مچ پای جیمز در برابر هاکس رگ به رگ شد اما او توانست یک شوت سه امتیازی پس از آن بزند تا رکورد ۱۰ امتیاز خود را قبل از خروج از بازی زنده نگه دارد. در ماه مارس، لیکرز در جایگاه ۲ بود با دو بازی عقب‌تر از جاز، اما آنها ۱۴–۱۶ بدون دیویس و ۶–۱۰ بدون جیمز پیش رفتند و به شماره ۵ سقوط کردند. جیمز در ۳۰ آوریل پس از از دست دادن ۲۰ بازی در طولانی‌ترین غیبت دوران حرفه ای خود، بازگشت. در ماه مه، جیمز پس از ترک بازی مقابل رپتورز، دوباره از مسابقات دور شد، اما برای دو بازی پایانی بازگشت و فصل را با میانگین ۲۵٫۰ امتیاز، ۷٫۷ ریباند و ۷٫۸ پاس منجر به امتیاز با ۵۱٫۳ درصد شوت در ۴۵ بازی از ۷۲ بازی به پایان رساند؛ این هفدهمین فصل متوالی او با میانگین حداقل ۲۵ امتیاز در هر بازی بود که بیشترین رکورد در تاریخ NBA است.
در یک فصل مملو از مصدومیت، لیکرز با رکورد ۴۲–۳۰ به پایان رسید و به دلیل تای‌بریک‌ها در رتبه هفتم قرار گرفت و در مسابقات NBA Play-In Tournament با واریرز رتبه ۸ روبرو شد. لیکرز ۱۰۳–۱۰۰ پیروز شد بعد از اینکه جیمز در دقیقه پایانی شوت سه امتیازی به ثمر رساند و آمار یک تریپل دابل با ۲۲ امتیاز، ۱۱ ریباند، و ۱۰ پاس منجر به امتیاز به همراه ۲ توپ ربایی و ۱ بلاک را از خود ثبت کرد، شوت ۳۴ فوتی (۱۰ متر) او قبل از شات کلاک، دورترین شوت سبد او در فصل و همچنین دورترین شوت او در سه دقیقه پایانی یک بازی در دوران حرفه‌ای‌اش بود. در دور اول پلی آف، لیکرز با تیم رتبه ۲، فینیکس سانز روبرو شد، اولین بار در دوران حرفه ای جیمز که در سری ابتدایی برتری زمین خانگی نداشت. آنها قبل از اینکه دیویس در بازی ۴ دچار کشیدگی کشاله ران شود، ۲–۱ پیش بودند، که در آن بازی جیمز ۲۵ امتیاز، ۱۲ ریباند و ۶ پاس منجر به امتیاز ثبت کرد؛ اما لیکرز در شش بازی مغلوب سانز شد و این اولین باری بود که جیمز در دور اول در دوران حرفه‌ای خود با تیمش حذف می‌شود. او این سری را با میانگین ۲۳٫۳ امتیاز به پایان رساند، که جزو کم‌ترین امتیازات او برای یک سری در طول دوران حرفه‌ای‌اش و پایین‌ترین امتیاز او از زمان کسب میانگین ۲۲٫۸ در فینال‌های کنفرانس شرق در سال ۲۰۱۴ بود.

### فصل ۲۰۲۲–۲۰۲۱
در فصل ۲۲–۲۰۲۱، کارملو آنتونی و راسل وستبروک به جیمز پیوستند. در بازی مقابل پیستونز در ۲۱ نوامبر، جیمز در کوارتر سوم پس از درگیری با آیزایا استوارت در جریان برد ۱۲۱–۱۱۶ از زمین خارج شد. این دومین بار در دوران حرفه‌ای او بود که از یک بازی اخراج می‌شد و به خاطر کارش برای یک بازی محروم شد. جیمز در ۱۶ بازی بعدی خود به‌طور میانگین ۳۰٫۴ امتیاز، ۸٫۹ ریباند، ۶٫۳ پاس منجر به امتیاز، ۱٫۶ توپ ربایی و ۱٫۴ بلاک در ۵۴ درصد شوتزنی اش به دست آورد، همچنین به صدمین تریپل دابل خود دست یافت، در حالی که سومین بازیکن تاریخ NBA شد که امتیازات حرفه ای اش از ۳۶۰۰۰ پیشی می‌گیرد. در این دوره، او ۳۵ درصد از دقایق خود را در مرکز بازی کرد. از ۱۹ دسامبر تا ۲۶ فوریه ۲۰۲۲، با انجام ۲۳ بازی از ۲۷ بازی، ۲۳ بازی متوالی ۲۵ امتیازی را پشت سر گذاشت. در ماه دسامبر، جیمز دومین بازیکن در تاریخ NBA (پس از مایکل جردن) شد که در سن ۳۵ سالگی یا بیشتر، ۴۰ امتیاز و بدون ترن‌اُور ثبت می‌کند. در ژانویه، جیمز با انجام حداقل ۷۰ درصد از بازی‌های تیمش، با میانگین ۲۸٫۶ امتیاز، حداقل معیارهای امتیاز در هر بازی را برآورده کرد و به پیرترین بازیکنی تبدیل شد که میانگین امتیازات را در هر بازی ۲۵+ کرده است، که قبل از آن نیز این کار را به عنوان جوان‌ترین بازیکن انجام داده بود. او همچنین به پیرترین بازیکن تاریخ NBA تبدیل شد که حداقل ۲۵ امتیاز در ده بازی متوالی به ثبت رسانده است. تا ۲۰ ژانویه، جیمز پنجمین بازیکن تاریخ NBA شد که حداقل ۳۰۰۰۰ امتیاز حرفه ای و ۱۰۰۰۰ ریباند حرفه ای را به ثبت می‌رساند. او اولین بازیکنی است که حداقل ۳۰۰۰۰ امتیاز حرفه ای، ۱۰۰۰۰ ریباند حرفه ای و ۹۰۰۰ پاس منجر به امتیاز را ثبت کرده است. در همان دوره، او از اسکار رابرتسون از چهارمین پرتاب آزاد زن تمام دوران، و آلوین رابرتسون از دهمین توپ ربای دوران پیشی گرفت. در ماه فوریه، جیمز از کریم عبدالجبار برای بیشترین امتیاز کسب شده در هر دو بخش فصل عادی و پلی آف پیشی گرفت.
در بازی ستاره‌های 2022 NBA که در کلیولند برگزار شد، جیمز در میان ۷۵ بازیکن دیگر، ۷۵ سالگی NBA را جشن گرفت. جیمز در هجدهمین آل-استار خود، همه بازیکنان را با آرای هواداران رهبری کرد. تیم او به پنجمین برد متوالی خود در آل استار دست یافت، با شکست تیم دورانت ۱۶۳–۱۶۱، با زدن امتیاز برنده بازی در مقابل جمعیت شهر خود. در ماه مارس، جیمز دو بازی ۵۰ امتیازی را ثبت کرد که در عین حال رکورد بالایی در دوران حرفه‌ای او در لیکرز بود. از آنجایی که مسن‌ترین بازیکنی بود که چندین بازی ۵۰ امتیازی در یک فصل داشته است، و همچنین اولین بازیکن لیکرز از زمان برایانت در سال ۲۰۰۸، در بازی‌های خانگی ۵۰ امتیازی بود که پشت سر هم داشت. این پانزدهمین بازی ۵۰ امتیازی جیمز در ۱۹ سال زندگی حرفه‌ای‌اش، از جمله فصل بعد بود. او همچنین ۱۰۰۰۰مین پاس منجر به امتیاز حرفه ای خود را به ثبت رساند و تبدیل به تنها بازیکنی در تاریخ NBA شد که حداقل ۳۰۰۰۰ امتیاز، ۱۰۰۰۰ ریباند و ۱۰۰۰۰ پاس امتیاز ثبت کرده است. در ۲۷ مارس، لبرون دومین بازیکن تاریخ NBA شد که ۳۷۰۰۰ امتیاز به دست آورده است. به دلیل آسیب دیدگی مچ پا در اواخر ماه مارس، جیمز یک رقابت نزدیک با سه بازیکن برای کسب عنوان گلزنی NBA را از دست داد. در سن ۳۷ سالگی، او رکورد پیرترین گلزن جردن را با ۳۴ سال شکسته بود. برای The Athletic، بیل آورم نوشت که آسیب دیدگی مچ پای جیمز مانند «لحظه ای است که ممکن است نشان دهنده پایان فصل لیکرز باشد». در ۵ آوریل، لیکرز برای اولین بار از سال ۲۰۱۹ (اولین فصل جیمز با لیکرز) پس از باخت ۱۲۱–۱۱۰ مقابل سانز، از رقابت‌های پلی آف حذف شد. این چهارمین بار در زندگی حرفه ای جیمز بود که او بازی‌های پلی آف را از دست داد. جیمز در ادامه فصل به دلیل درد در مچ پای چپش کنار گذاشته شد. او فصل را با میانگین ۳۰٫۳ امتیاز (اول با ۶٫۹ امتیاز در بین بازیکنان در رده سنی خود)، ۸٫۲ ریباند، ۶٫۲ پاس منجر به امتیاز، ۲٫۹ پرتاب سه‌امتیازی، ۱٫۳ توپ ربایی و ۱٫۱ بلاک در هر بازی در تعداد بازه ۵۲–۳۵–۷۵ پرتاب به پایان رساند.

### فصل ۲۰۲۳–۲۰۲۲
در ۱۸ اوت ۲۰۲۲، جیمز دوباره با لس آنجلس لیکرز با قراردادی دو ساله به مبلغ ۹۷٫۱ میلیون دلار قرارداد امضا کرد. تمدید قرارداد، جیمز را با ۵۲۸٫۹ میلیون دلار به پردرآمدترین ورزشکار تاریخ NBA تبدیل کرد و از کوین دورانت در درآمدهای تمام دوران پیشی گرفت.

## خارج از زمین

### زندگی شخصی
جیمز در ۱۴ سپتامبر ۲۰۱۳، در سن دیگو، کالیفرنیا، با ساوانا جیمز که در دبیرستان با هم رابطه داشتند، ازدواج کرد. آنها سه فرزند دارند: دو پسر—برانی و برایس، و یک دختر به نام ژوری. برونی در سال ۲۰۲۳، ۲۰ سال پس از انتخاب جیمز، به عنوان یک مک‌دونالدز کاملاً آمریکایی انتخاب شد. جیمز در طول مدت حضورش در Heat در Coconut Grove زندگی کرد و در آنجا یک عمارت ۹ میلیون دلاری سه طبقه مشرف به خلیج Biscayne خریداری کرد. در نوامبر ۲۰۱۵، جیمز یک عمارت به سبک ساحل شرقی به مساحت ۹۳۵۰ فوت مربع (۸۷۰ متر مربع) در برنت وود، لس آنجلس به قیمت حدود ۲۱ میلیون دلار خرید. جیمز در دسامبر ۲۰۱۷ خانه دیگری در برنت وود به قیمت ۲۳ میلیون دلار خرید.

### منافع تجاری
جیمز قراردادهای متعددی را امضا کرده است؛ برخی از شرکت‌هایی که او با آنها تجارت کرده عبارتند از، اودمر پیگه، بیتس الکترونیکس، کوکا کولا، دانکین برندس، مک‌دونالد، نایکی، و استیت فارم. او پس از پایان دبیرستان، هدف یک جنگ سه جانبه مناقصه بین نایکی ، ریباک و آدیداس قرار گرفت، که در نهایت با نایک به مبلغ تقریبی ۹۰ میلیون دلار قرارداد امضا کرد. کفش‌های امضا شده او برای نایک عملکرد خوبی داشته. در سال ۲۰۱۱، گروه ورزشی فین‌وی، تنها بازاریاب جهانی او شد و به عنوان بخشی از این معامله، سهام کمی از باشگاه فوتبال لیورپول را به او داد، که جیمز نیز علاقه‌مندی خود را نسبت به این باشگاه و حمایت از آنها اعلام کرد. در نتیجه این قراردادها و دستمزدهای او در ان‌بی‌ای، نام او به عنوان یکی از پردرآمدترین ورزشکاران جهان به ثبت رسیده است.

### فیلم‌شناسی

#### فیلم
| سال  | عنوان                     | نقش  | یادداشت‌ها        |
| ---- | ------------------------- | ---- | ---------------- |
| ۲۰۱۵ | فاجعه                     | خودش |                  |
| ۲۰۱۸ | پاکوچولو                  |      | صداپیشه          |
| ۲۰۲۱ | هرج‌ومرج فضایی: میراث جدید | خودش | همچنین تهیه‌کننده |

#### تلویزیون
| سال  | عنوان                   | نقش                             | یادداشت‌ها |
| ---- | ----------------------- | ------------------------------- | --------- |
| ۲۰۰۹ | مکعب یا حقیقت باب‌اسفنجی | اپیزودی از باب‌اسفنجی شلوارمکعبی |           |

## آمار در ان‌بی‌ای
لبرون جیمز در ۳۸ سالگی و در مسابقه‌ای که ۳۸ امتیاز گرفت، از رکورد ۳۸۳۸۷ امتیاز کریم عبدالجبار گذشت و امتیازآورترین بازیکن تاریخ اتحادیه ملی بسکتبال شد.
| †             | قهرمانی ان‌بی‌ای |
| *             | صدرنشین در لیگ |
| double-dagger | رکورد ان‌بی‌ای   |

### فصل عادی
| سال      | تیم      | بازی‌های انجام داده | بازی‌های انجام داده به عنوان بازیکن شروع‌کننده | میانگین دقایق بازی | درصد پرتاب منطقه‌ای٪ | درصد پرتاب منطقه‌ای ۳ امتیازی٪ | درصد پرتاب آزاد٪ | میانگین ریباندها در هر بازی | میانگین پاس‌های منجر به امتیاز در هر بازی | میانگین توپ ربایی‌ها در هر بازی | میانگین بلاک‌ها در هر بازی | میانگین امتیازات در هر بازی |
| -------- | -------- | ------------------ | -------------------------------------------- | ------------------ | ------------------- | ----------------------------- | ---------------- | --------------------------- | ---------------------------------------- | ------------------------------ | ------------------------- | --------------------------- |
| ۰۴–۰۳    | کلیولند  | ۷۹                 | ۷۹                                           | ۳۹٫۵               | ۴۱۷.                | ۲۹۰.                          | ۷۵۴.             | ۵٫۵                         | ۵٫۹                                      | ۱٫۶                            | ۷.                        | ۲۰٫۹                        |
| ۰۵–۰۴    | کلیولند  | ۸۰                 | ۸۰                                           | ۴۲٫۴*              | ۴۷۲.                | ۳۵۱.                          | ۷۵۰.             | ۷٫۴                         | ۷٫۲                                      | ۲٫۲                            | ۷.                        | ۲۷٫۲                        |
| ۰۶–۰۵    | کلیولند  | ۷۹                 | ۷۹                                           | ۴۲٫۵               | ۴۸۰.                | ۳۳۵.                          | ۷۳۸.             | ۷٫۰                         | ۶٫۶                                      | ۱٫۶                            | ۸.                        | ۳۱٫۴                        |
| ۰۷–۰۶    | کلیولند  | ۷۸                 | ۷۸                                           | ۴۰٫۹               | ۴۷۶.                | ۳۱۹.                          | ۶۹۸.             | ۶٫۷                         | ۶٫۰                                      | ۱٫۶                            | ۷.                        | ۲۷٫۳                        |
| ۰۸–۰۷    | کلیولند  | ۷۵                 | ۷۴                                           | ۴۰٫۴               | ۴۸۴.                | ۳۱۵.                          | ۷۱۲.             | ۷٫۹                         | ۷٫۲                                      | ۱٫۸                            | ۱٫۱                       | ۳۰٫۰*                       |
| ۰۹–۰۸    | کلیولند  | ۸۱                 | ۸۱                                           | ۳۷٫۷               | ۴۸۹.                | ۳۴۴.                          | ۷۸۰.             | ۷٫۶                         | ۷٫۲                                      | ۱٫۷                            | ۱٫۱                       | ۲۸٫۴                        |
| ۱۰–۰۹    | کلیولند  | ۷۶                 | ۷۶                                           | ۳۹٫۰               | ۵۰۳.                | ۳۳۳.                          | ۷۶۷.             | ۷٫۳                         | ۸٫۶                                      | ۱٫۶                            | ۱٫۰                       | ۲۹٫۷                        |
| ۱۱–۱۰    | میامی    | ۷۹                 | ۷۹                                           | ۳۸٫۸               | ۵۱۰.                | ۳۳۰.                          | ۷۵۹.             | ۷٫۵                         | ۷٫۰                                      | ۱٫۶                            | ۶.                        | ۲۶٫۷                        |
| ۱۲–۱۱†   | میامی    | ۶۲                 | ۶۲                                           | ۳۷٫۵               | ۵۳۱.                | ۳۶۲.                          | ۷۷۱.             | ۷٫۹                         | ۶٫۲                                      | ۱٫۹                            | ۸.                        | ۲۷٫۱                        |
| ۱۳–۱۲†   | میامی    | ۷۶                 | ۷۶                                           | ۳۷٫۹               | .۵۶۵                | ۴۰۶.                          | ۷۵۳.             | ۸٫۰                         | ۷٫۳                                      | ۱٫۷                            | ۹.                        | ۲۶٫۸                        |
| ۱۴–۱۳    | میامی    | ۷۷                 | ۷۷                                           | ۳۷٫۷               | ۵۶۷.                | ۳۷۹.                          | ۷۵۰.             | ۶٫۹                         | ۶٫۴                                      | ۱٫۶                            | ۳.                        | ۲۷٫۱                        |
| ۱۵–۱۴    | کلیولند  | ۶۹                 | ۶۹                                           | ۳۶٫۱               | ۴۸۸.                | ۳۵۴.                          | ۷۱۰.             | ۶٫۰                         | ۷٫۴                                      | ۱٫۶                            | ۷.                        | ۲۵٫۳                        |
| ۱۶–۱۵†   | کلیولند  | ۷۶                 | ۷۶                                           | ۳۵٫۶               | ۵۲۰.                | ۳۰۹.                          | ۷۳۱.             | ۷٫۴                         | ۶٫۸                                      | ۱٫۴                            | ۶.                        | ۲۵٫۳                        |
| ۱۷–۱۶    | کلیولند  | ۷۴                 | ۷۴                                           | ۳۷٫۸*              | ۵۴۸.                | ۳۶۳.                          | ۶۷۴.             | ۸٫۶                         | ۸٫۷                                      | ۱٫۲                            | ۶.                        | ۲۶٫۴                        |
| ۱۸–۱۷    | کلیولند  | ۸۲*                | ۸۲*                                          | ۳۶٫۹*              | .۵۴۲                | .۳۶۷                          | .۷۳۱             | ۸٫۶                         | ۹٫۱                                      | ۱٫۴                            | .۹                        | ۲۷٫۵                        |
| ۱۹–۱۸    | لیکرز    | ۵۵                 | ۵۵                                           | ۳۵٫۲               | ۵۱۰.                | ۳۳۹.                          | ۶۶۵.             | ۸٫۵                         | ۸٫۳                                      | ۱٫۳                            | ۶.                        | ۲۷٫۴                        |
| ۲۰–۱۹    | لیکرز    | ۶۷                 | ۶۷                                           | ۳۴٫۶               | ۴۹۳.                | ۴۳۸.                          | ۶۹۳.             | ۷٫۸                         | ۱۰٫۲*                                    | ۱٫۲                            | ۵.                        | ۲۵٫۳                        |
| ۲۱–۲۰    | لیکرز    | ۴۵                 | ۴۵                                           | ۳۳٫۴               | .۵۱۳                | .۳۶۵                          | .۶۹۸             | ۷٫۷                         | ۷٫۸                                      | ۱٫۱                            | .۶                        | ۲۵٫۰                        |
| ۲۲–۲۱    | لیکرز    | ۵۶                 | ۵۶                                           | ۳۷٫۲               | .۵۲۴                | .۳۵۹                          | .۷۵۶             | ۸٫۲                         | ۶٫۲                                      | ۱٫۳                            | ۱٫۱                       | ۳۰٫۳                        |
| مجموع    | مجموع    | ۱٬۳۶۶              | ۱٬۳۶۵                                        | ۳۸٫۲               | .۵۰۵                | .۳۴۶                          | .۷۳۴             | ۷٫۵                         | ۷٫۴                                      | ۱٫۶                            | .۸                        | ۲۷٫۱                        |
| آل-استار | آل-استار | ۱۸                 | ۱۸                                           | ۲۸٫۲               | .۵۱۵                | .۳۰۸                          | .۷۲۵             | ۶٫۰                         | ۵٫۸                                      | ۱٫۲                            | .۴                        | ۲۲٫۹                        |

### بازی‌های حذفی
| سال   | تیم     | بازی‌های انجام داده | بازی‌های انجام داده به عنوان بازیکن شروع‌کننده | میانگین دقایق بازی | درصد پرتاب منطقه‌ای٪ | درصد پرتاب منطقه‌ای ۳ امتیازی٪ | درصد پرتاب آزاد٪ | میانگین ریباندها در هر بازی | میانگین پاس‌های منجر به امتیاز در هر بازی | میانگین توپ ربایی‌ها در هر بازی | میانگین بلاک‌ها در هر بازی | میانگین امتیازات در هر بازی |
| ----- | ------- | ------------------ | -------------------------------------------- | ------------------ | ------------------- | ----------------------------- | ---------------- | --------------------------- | ---------------------------------------- | ------------------------------ | ------------------------- | --------------------------- |
| ۲۰۰۶  | کلیولند | ۱۳                 | ۱۳                                           | ۴۶٫۵               | ۴۷۶.                | ۳۳۳.                          | ۷۳۷.             | ۸٫۱                         | ۵٫۸                                      | ۱٫۴                            | ۷.                        | ۳۰٫۸                        |
| ۲۰۰۷  | کلیولند | ۲۰                 | ۲۰                                           | ۴۴٫۷               | ۴۱۶.                | ۲۸۰.                          | ۷۵۵.             | ۸٫۱                         | ۸٫۰                                      | ۱٫۷                            | ۵.                        | ۲۵٫۱                        |
| ۲۰۰۸  | کلیولند | ۱۳                 | ۱۳                                           | ۴۲٫۵               | ۴۱۱.                | ۲۵۷.                          | ۷۳۱.             | ۷٫۸                         | ۷٫۶                                      | ۱٫۸                            | ۱٫۳                       | ۲۸٫۲                        |
| ۲۰۰۹  | کلیولند | ۱۴                 | ۱۴                                           | ۴۱٫۴               | ۵۱۰.                | ۳۳۳.                          | ۷۴۹.             | ۹٫۱                         | ۷٫۳                                      | ۱٫۶                            | ۹.                        | ۳۵٫۳                        |
| ۲۰۱۰  | کلیولند | ۱۱                 | ۱۱                                           | ۴۱٫۸               | ۵۰۲.                | ۴۰۰.                          | ۷۳۳.             | ۹٫۳                         | ۷٫۶                                      | ۱٫۷                            | ۱٫۸                       | ۲۹٫۱                        |
| ۲۰۱۱  | میامی   | ۲۱                 | ۲۱                                           | ۴۳٫۹               | ۴۶۶.                | ۳۵۳.                          | ۷۶۳.             | ۸٫۴                         | ۵٫۹                                      | ۱٫۷                            | ۱٫۲                       | ۲۳٫۷                        |
| ۲۰۱۲† | میامی   | ۲۳                 | ۲۳                                           | ۴۲٫۷               | ۵۰۰.                | ۲۵۹.                          | ۷۳۹.             | ۹٫۷                         | ۵٫۶                                      | ۱٫۹                            | ۷.                        | ۳۰٫۳                        |
| ۲۰۱۳† | میامی   | ۲۳                 | ۲۳                                           | ۴۱٫۷               | ۴۹۱.                | ۳۷۵.                          | ۷۷۷.             | ۸٫۴                         | ۶٫۶                                      | ۱٫۸                            | ۸.                        | ۲۵٫۹                        |
| ۲۰۱۴  | میامی   | ۲۰                 | ۲۰                                           | ۳۸٫۲               | ۵۶۵.                | ۴۰۷.                          | ۸۰۶.             | ۷٫۱                         | ۴٫۸                                      | ۱٫۹                            | ۶.                        | ۲۷٫۴                        |
| ۲۰۱۵  | کلیولند | ۲۰                 | ۲۰                                           | ۴۲٫۲               | ۴۱۷.                | ۲۲۷.                          | ۷۳۱.             | ۱۱٫۳                        | ۸٫۵                                      | ۱٫۷                            | ۱٫۱                       | ۳۰٫۱                        |
| ۲۰۱۶† | کلیولند | ۲۱                 | ۲۱                                           | ۳۹٫۱               | ۵۲۵.                | ۳۴۰.                          | ۶۶۱.             | ۹٫۵                         | ۷٫۶                                      | ۲٫۳                            | ۱٫۳                       | ۲۶٫۳                        |
| ۲۰۱۷  | کلیولند | ۱۸                 | ۱۸                                           | ۴۱٫۳               | ۵۶۵.                | ۴۱۱.                          | ۶۹۸.             | ۹٫۱                         | ۷٫۸                                      | ۱٫۹                            | ۱٫۳                       | ۳۲٫۸                        |
| ۲۰۱۸  | کلیولند | ۲۲                 | ۲۲                                           | ۴۱٫۹               | ۵۳۹.                | ۳۴۲.                          | ۷۴۶.             | ۹٫۱                         | ۹٫۰                                      | ۱٫۴                            | ۱٫۰                       | ۳۴٫۰                        |
| ۲۰۲۰† | لیکرز   | ۲۱                 | ۲۱                                           | ۳۶٫۳               | .۵۶۰                | .۳۷۰                          | .۷۲۰             | ۱۰٫۸                        | ۸٫۸                                      | ۱٫۲                            | .۹                        | ۲۷٫۶                        |
| ۲۰۲۱  | لیکرز   | ۶                  | ۶                                            | ۳۷٫۳               | .۴۷۴                | .۳۷۵                          | .۶۰۹             | ۷٫۲                         | ۸٫۰                                      | ۱٫۵                            | .۳                        | ۲۳٫۳                        |
| مجموع | مجموع   | ۲۶۶                | ۲۶۶                                          | ۴۱٫۵               | .۴۹۵                | .۳۳۷                          | .۷۴۰             | ۹٫۰                         | ۷٫۲                                      | ۱٫۷                            | .۹                        | ۲۸٫۷                        |